# Psilozona bancrofti
Psilozona bancrofti là một loài ruồi trong họ Asilidae. Psilozona bancrofti được Paramonov miêu tả năm 1966. Loài này phân bố ở miền Australasia.